# Парижер, Семён Савич
Семён Савич Парижер (известен также под псевдонимами Дмитрий, Кир, Камбиз, Э. Л. Биннеман, имя при рождении — Шимон Шеелович; 1875—1932) — советский партийный и хозяйственный деятель, революционер.

## Биография
Родился в 1875 году в Полтаве, отец — купец Савелий Владимирович Парижер.
Окончил Высшую техническую школу в Карлсруэ, Германия.
Член РСДРП с 1901 года, профессиональный революционер. С апреля 1905 года член Екатеринославского комитета большинства РСДРП. В июле арестован с паспортом Э. Л. Биннемана, но через 3 месяца был освобождён. Состоял в переписке с В. И. Лениным. Член Общества старых большевиков.
Вёл активную партийную и преподавательскую работу. В августе 1924 года стал директором Педагогического института политпросветработы им. Н. К. Крупской (до 1925 года).
Был первым директором Ленинградского института инженеров связи (с 16 августа 1930 по 1 сентября 1931 года).
Умер 22 января 1932 года в Ленинграде.